# Jordan Malone
Pour les articles homonymes, voir Malone.
Jordan Malone, né le 20 avril 1984 à Denton (Texas), est un patineur de vitesse sur piste courte américain.

## Palmarès
| Épreuve / Édition | Vancouver 2010 | Sotchi 2014 |
| 500 m             | 29e            |             |
| 1500 m            | 34e            |             |
| Relais 5000 m     | Bronze         | Argent      |